# 42355 Typhon
42355 Typhon este o planetă minoră (asteroid), cu un diametru de 192 km, din Obiect transneptunian. A fost descoperită pe 5 februarie 2002 la Observatorul Palomar de Near Earth Asteroid Tracking și a fost numită după Typhon. 
Obiectul prezintă o orbită caracterizată de o semiaxă mare de 37,581812501713 de UAi, o excentricitate de 0,54, o înclinație de 2,4280935 ° în raport cu ecliptica.